# Melocalamus scandens
Melocalamus scandens là một loài thực vật có hoa trong họ Hòa thảo. Loài này được Hsueh & C.M.Hui mô tả khoa học đầu tiên năm 1992.